# Marcellin Mouret
Marcellin Mouret (Campsegret, 1881 - Vauquois, 1915) fue un militar y naturalista francés, conocido por sus contribuciones al estudio de la flora de Marruecos.

## Biografía
Durante su juventud, Mouret estudió agronomía y se dedicó al cultivo de las tierra familiares en su localidad natal. En 1902 se alistó al ejército y fue destinado a Martinica durante dos años, tiempo durante el cual creó un herbario con especímenes de la isla. En 1906 fue ascendido a sargento y participó en la ocupación de la Indochina francesa.
En 1912 se unió a la campaña en Marruecos. Durante los dos años que estuvo allí, recolectó 1235 especies de plantas vasculares, otras tantas criptógamas, así como numerosos insectos y minerales. Sus muestras botánicas fueron descritas por Pitard, miembro de una expedición científica en Marruecos organizada por la Sociedad de Geografía de París.
Tras el estallido de la Gran Guerra, Mouret se unió al frente belga y falleció durante un operativo en marzo de 1915 en Vauquois.

## Publicaciones
- Mouret (M.). — Note sur la flore du Maroc occidental. — Annales Soc. Hist. Nat. de Toulon, t. 3 , p.122-124.
- Mouret (M.). — Recherches botaniques au Maroc. — Annales Soc. Hist. Nat. de Toulon, t. 4, p. 78-84 .
- Mouret (M.) . — Recherches botaniques dans le Moyen Atlas marocain. — Annales Soc. Hist. Nat. de Toulon, t. 5, p. 64-69.

## Eponimia
Género
- (Rubiaceae) Mouretia Pit. in H.Lecomte[1]

Especies
- (Geraniaceae) Erodium mouretii Pit.
- (Hyacinthaceae) Stegonia mouretii (Corb.) Broth.
- (Gigaspermaceae) Gigaspermun mouretii Corb.
- (Lamiaceae) Salvia mouretii Batt. & Pit.
- (Plumbaginaceae) Limonium mouretii (Pit.) Maire
- (Funariaceae) Entosthodon mouretii (Corb.) Jelenc
- (Hyacinthaceae) Urginea mouretii Battandier & Trab.

Subespecies
- (Myrsinaceae) Ardisia crenata subsp. mouretii (Pit.) C.M.Hu & J.E.Vidal